# Chaqueño Palavecino

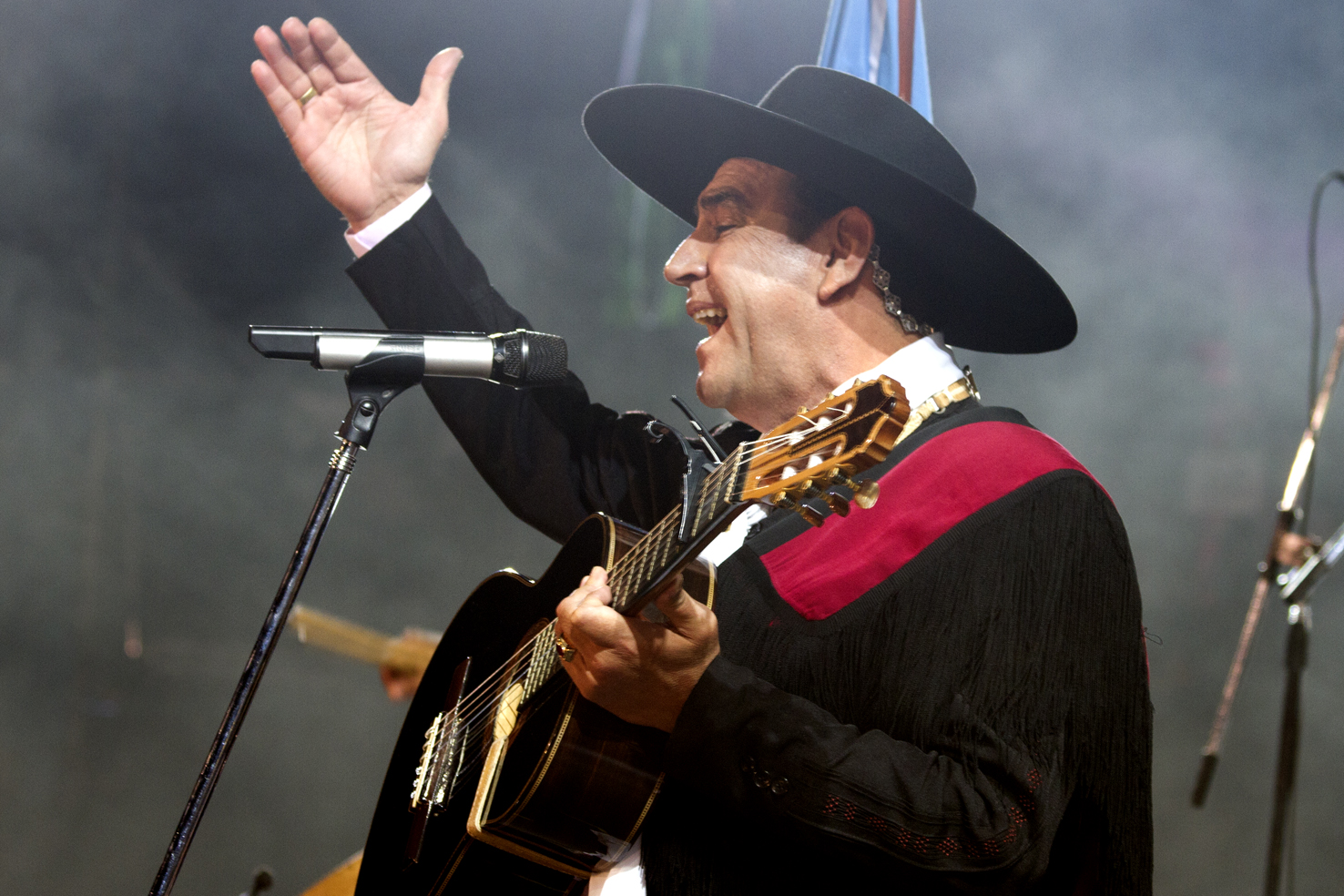
Chaqueño Palavecino, 2015

Chaqueño Palavecino, eigentlich Oscar Palavecino (* 18. Dezember 1959 in Rivadavia, Provinz Salta, Argentinien) ist ein vor allem in Lateinamerika und speziell in Argentinien populärer Folkloresänger.
Obwohl er sich zeit seiner Kindheit der Musik widmete, arbeitete er bis zum Jahr 1993 hauptsächlich als Buschauffeur. Sein musikalischer Stil machte ihn rasch zu den erfolgreichsten Folklore-Artisten seines Landes. Er hat bereits 14 Alben produziert und Tourneen hauptsächlich im Landesinnern Argentiniens gegeben.

## Diskographie

### Alben
- Pa' Mis Abuelos Esta Zamba (1987)
- Pa'l Tío Pala (1989)
- El Alma De Filipito (1995)
- 20 Éxitos Del Zorzal Chacosalteño (1996)
- Salteño Viejo (1997)
- Apenas Cantor (1998)
- Chaqueñadas (1999)
- La Ley Y La Trampa (2001)
- La Pura Verdad (2003)
- Juan De La Calle (2004)
- 20 Grandes Éxitos (2005)
- En Vivo Buenos Aires (2005) [grabado en vivo]
- El Gusto Es Mío (2006)
- Chaco Escondido (2007)